# Karelen

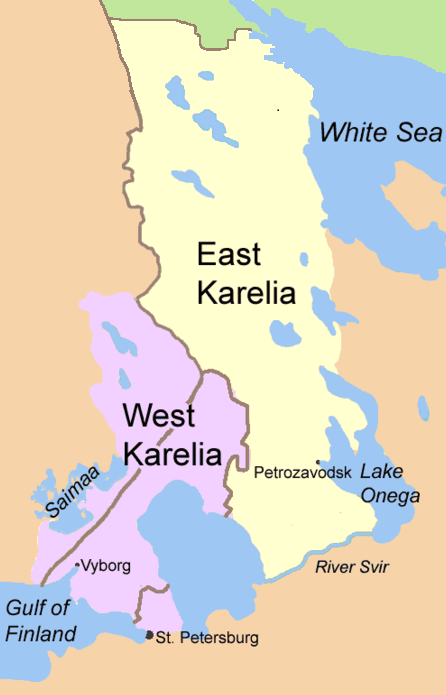
Östkarelen och Västkarelen med gränserna från 1939 och 1940/1947. Områdena kallas även ryska Karelen respektive finska Karelen.

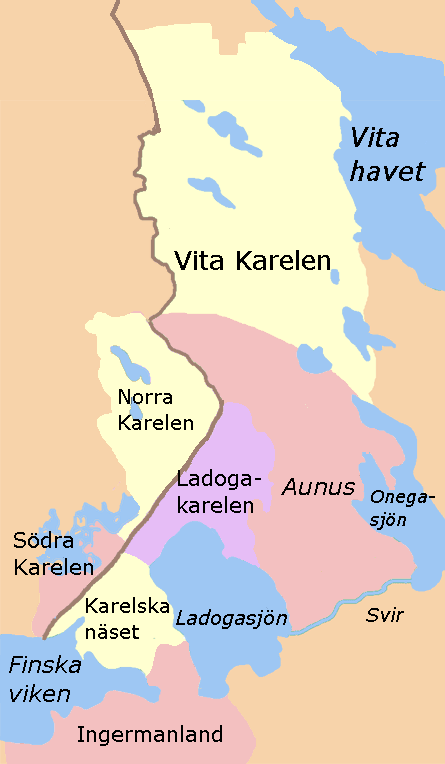
Finska Karelen kan delas upp i Norra Karelen och Södra Karelen. Östkarelen (som även kallas Fjärrkarelen) kan delas upp i Vita Karelen (även kallat Vitahavskarelen) och Olonets-Karelen (oftast enbart Olonets eller Aunus). Ladogakarelen och Karelska näset påverkades av att gränserna drogs om under andra världskriget.

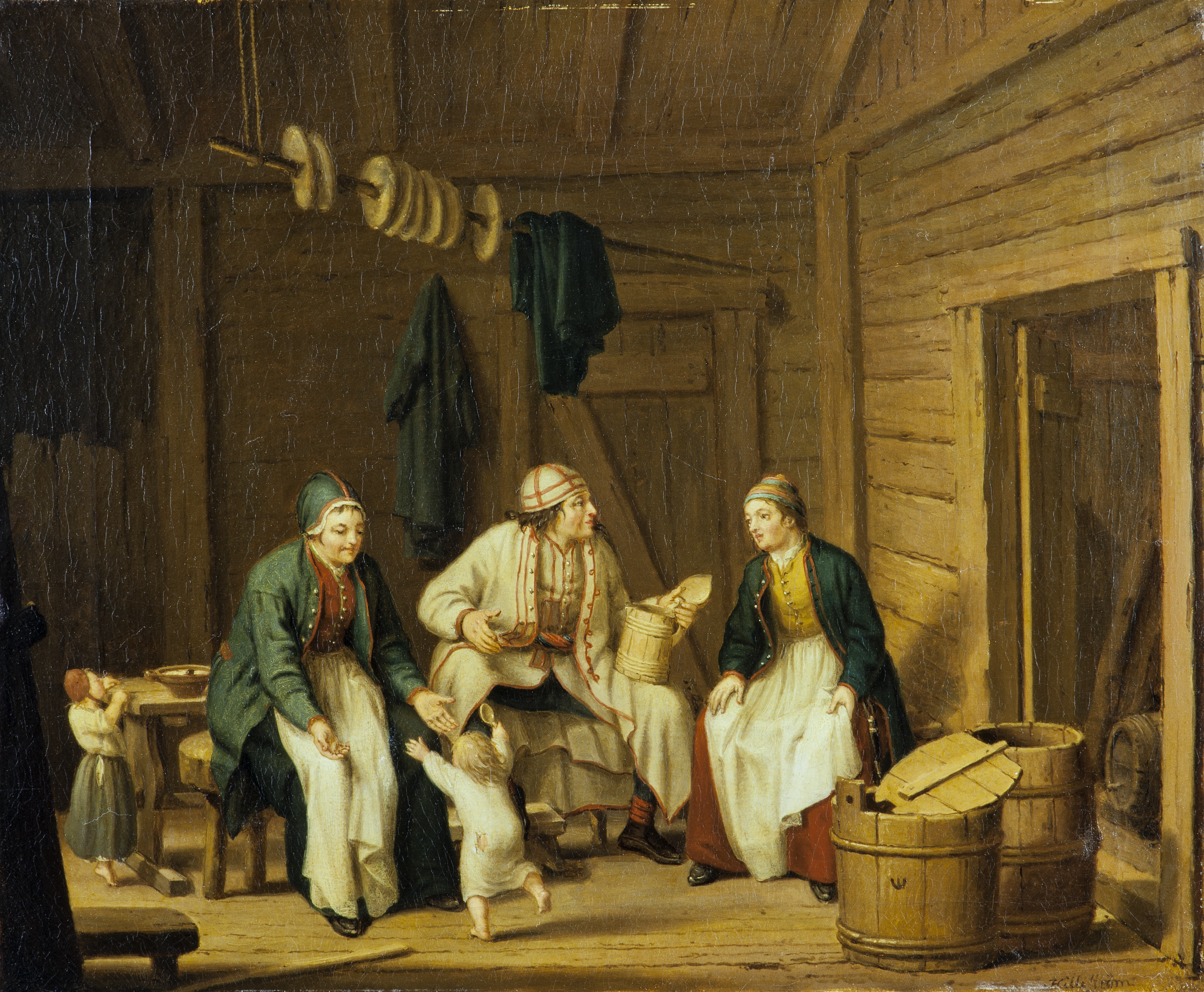
Karelska dräkten av Pehr Hilleström, 1782-1810.

Karelens flagga mellan 1920 och 1922 samt mellan 1941 och 1944.

Karelen (historiskt Kirjalaland, karelska och finska: Karjala; ryska: Карелия, Karelija; latin: Carelia) är ett landområde som ligger inom Finlands och Rysslands gränser och är hemland för karelerna. Regionen delas numera administrativt mellan ryska Karelska republiken och Leningrad oblast och de två finska landskapen Norra och Södra Karelen.

## Historia
Huvudartikel: Karelens historia
Regionen beboddes ursprungligen av den finsk-ugriska folkstammen karelarna. De kristnades österifrån av rysk-ortodoxa missionärer från Novgorod. Under 1200-talet utkämpades här strider mellan Sverige och Novgorod. Under det tredje svenska korståget (1293–95) erövrade svenskarna, under Torkel Knutsson, Karelens västra del och grundade staden Viborg. Nöteborgstraktaten av år 1323 delade Karelen mellan de två länderna; gränsen norr om Ladoga förblev dock mycket diffus och det blev under 1500-talet omtvistat mellan Sverige och Ryssland ifall gränsen dragits till Bottenviken eller till Norra Ishavet; samma fråga har också sysselsatt moderna historiker. 1300-talet innebar en brytpunkt. Sedan dess har västra och östra Karelen utvecklats åt olika håll. Östkarelen förblev ortodoxt medan den svenska delen av Karelen kom att bli först katolskt och sedan, i och med reformationen, lutherskt. Viborg kom att bli provinshuvudstad i den del som vissa gånger kallades för "Svenska Karelen" och andra gånger för "Finska Karelen". I och med den administrativa reformen 1634 kom staden att bli huvudort i Viborgs och Nyslotts län. Området kring Ladogasjön kom att bli Kexholms län. 

### Under ryskt styre
Vid freden i Nystad 1721 kom Ryssland återigen att inneha den största delen av Karelen. Det överlåtna området kom att kallas för "Gamla Finland" och sammanfördes till Viborgska guvernementet. 1809 erövrade ryssarna hela Finland, som i detta sammanhang ibland kallas "Nya Finland". Som ett bevis på sin goda vilja återförenade tsar Alexander I "Gamla Finland" och "Nya Finland" år 1812 och kallade det för Storfurstendömet Finland.

### 1900-talet
År 1917 blev Finland självständigt. Inbördeskrig bröt ut mellan "vita" och "röda" både i Finland och i Ryssland. Karelen blev under perioden 1919 till 1922 skådeplats för en serie konflikter som gemensamt kallas Frändefolkskrigen (finska heimosodat). De vita ville införliva delar av östra Karelen i det Finska territoriet för att skapa ett Storfinland. Efter Aunus-expeditionen ockuperades Porajärvi av Finland och efter Vienaexpeditionen ockuperades Repola. Genom Fredsfördraget i Dorpat gav dock Finland upp områdena i utbyte mot Petsamo och gränsdragningen från Storfurstendömet fastslogs. Striderna fortsatte dock öster om gränsen. Den Karelska expeditionen (1921–1922) och Metsäsissit stred i vad som kom att kallas Kriget i Östkarelen (1921–1922).
De ryska delarna av Karelen blev 1923 Karelska autonoma Sovjetiska socialistiska republiken (ASSR) inom det ryska SFSR. Det finskspråkiga Sovjetkarelen hade till en början en hög grad av självständighet som dock försvann gradvis under Stalins utrensningar. Samtidigt flyttades stora mängder ryssar från andra delar av Sovjetunionen till Karelen så att de etniska karelarna kom att bli en minoritet i eget land.

### Mellan Finland och Sovjetunionen

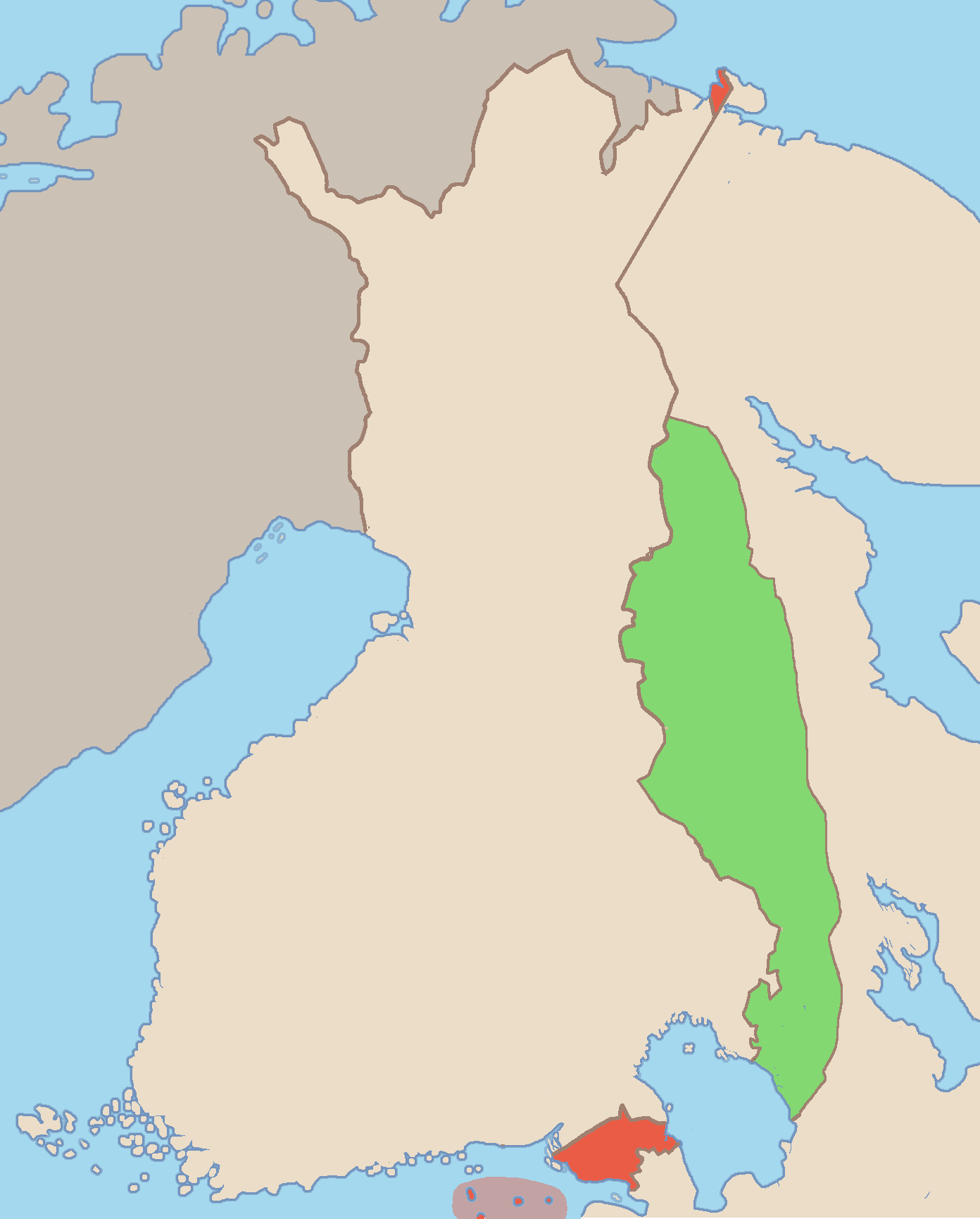
Demokratiska Republiken Finlands territorium skulle omfatta områden utanför 1939 års gränser. Det gröna området skulle överlåtas till Finlands demokratiska republik och de röda områdena skulle överlåtas till Sovjetunionen.

Under det andra världskriget var Karelen återigen skådeplats för våldsamma strider. I samband med den sovjetiska invasionen av Finland 1939 utropade Stalin den Demokratiska Republiken Finland som var en sovjettrogen regim under ledning av den finska kommunisten Otto Ville Kuusinen. Terijokiregeringen (efter staden Terijoki i Karelen) skulle styra Finland efter den förväntade sovjetiska segern, men då segern uteblev upplöstes Terijokiregeringen 12 mars 1940.
När Moskvafreden ingicks under vinterkriget 1940 kom mer än hälften av Västkarelen att tillfalla Sovjetunionen och det Karelska SSR. Ungefär 400 000 finländare tvingades förflyttas till andra platser i Finland. Vinterkriget och den resulterande sovjetiska expansionen orsakade stor bitterhet i Finland, som förlorade sin näst största stad, Viborg, sina industrier vid floden Vuoksen, Saima kanal (nedre loppet) som kopplar ihop centrala Finland med Finska viken och tillgång till fiskevattnen i Ladoga. En åttondel av landets invånare gjordes till flyktingar utan chans att återvända. Under fortsättningskriget ockuperade finländarna återigen de avträdda områdena och största delen av östra Karelen och höll området i tre år. Efter att Finland ingått ett nytt vapenstilleståndsavtal med Sovjetunionen specificerades de nya gränserna vid förhandlingarna i Paris 1947.

### Efterkrigstiden
Karelsk-finska socialistiska sovjetrepubliken, förkortat Karelsk-finska SSR bildades utifrån Karelska ASSR efter Terijokiregeringens upplösning den 31 mars 1940. Huvudort i Karelsk-finska SSR var Petrozavodsk och republiken leddes av Otto Ville Kuusinen. Den 16 juli 1956 blev republiken återigen en del av Ryska SFSR som det omskapade Karelska ASSR. 
Efter Sovjetunionens upplösning 1991 kom den Karelska ASSR att bli Republiken Karelen inom Ryska federationen. Uppgifter i augusti 2007 gjorde gällande att Boris Jeltsin i slutet av 1991 skulle ha erbjudit Finland att köpa tillbaka de delar av Karelen, som överläts i samband med krigen. En finländsk expertgrupp räknade ut att bygga upp samhällsstrukturen på kort sikt skulle kosta 64 miljarder mark (drygt 50 miljarder kronor), samt på en längre sikt motsvara drygt 550 miljarder kronor, vilket fick president Mauno Koivisto att tacka nej till erbjudandet. Enligt den ryska tidigare vice utrikesministern Andrej Fjodorov låg förslaget om försäljning som en del av en lista över områden, framtagen av den ryska statsledningen, som i framtiden kunde tänkas kräva autonomi. Listan omfattade bland annat Karelen, Kurilerna, Pytalovo och Kaliningrad. På grund av de extremt dåliga statsfinanserna som rådde i Ryssland 1991 och 1992, fastställde den ryska statsledningen ett försäljningspris på 15 miljarder dollar. År 1994 ansåg dock den ryska statsledningen att frågan om Karelen var avslutad.

## Politik
Det finns ett antal mindre men entusiastiska grupper finländare som jobbar för tätare band mellan Finland och Karelen. Dessa irredentisters hopp kallas Karelska frågan i finsk politik. Ambitionen är att återta det överlämnade Karelen och ordna tätare band med Ryska Karelen.

## Geografi
Karelen sträcker sig från Vita havets kust till Finska viken. Inom Karelen ligger Europas två största sjöar, Ladoga och Onega.

### Orter
- Karelska republiken

Ryska Karelens vapen.

  - Petrozavodsk (Петрозаводск; Petroskoi)
  - Medvezjegorsk (Медвежьегорск; Karhumäki)
  - Kalevala (Калевала; Uhtua)
  - Kem (Кемь; Vienan Kemi)
  - Kostomuksja (Костомукша; Kostamus)
  - Kondopoga (Кондопога; Kontupohja)

Finska Karelens vapen.

  - Sordavala (Сортавала; Sortavala)
  - Segezja (Сегежа; Sekee)
  - Unitsa (Уница)

- Norra Karelen
  - Joensuu
  - Kides (Kitee)
  - Lieksa
  - Nurmes
  - Outokumpu
- Södra Karelen
  - Imatra
  - Joutseno
  - Villmanstrand (Lappeenranta)

### Avträdda områden
Den efterkrigstida gränsen följde i stort sett Peter den stores gräns från år 1721, som överenskommits efter freden i Nystad som avslutade det stora nordiska kriget. I förhållande till gränsdragningen från freden i Dorpat 1920, överlät Finland 39 landskommuner, köpingarna Björkö och Lahdenpohja samt städerna Kexholm, Sordavala och Viborg.
Helt avträdda karelska kommuner, köpingar och städer:
| Kommun                | Areal i km² | Invånare 1.1.1939 |
| --------------------- | ----------- | ----------------- |
| Björkö                | 23,3        | 2 257             |
| Björkö landskommun    | 280,3       | 8 658             |
| Harlu(fi)             | 252,6       | 7 158             |
| Heinjoki              | 323,1       | 3 632             |
| Hiitola               | 423,2       | 7 737             |
| Hogland               | 20,7        | 746               |
| Impilax               | 904,3       | 12 891            |
| Jakimvaara            | 501,9       | 8 398             |
| Kanneljärvi(fi)       | 246,3       | 3 552             |
| Kaukola               | 267,8       | 4 042             |
| Kirvus                | 650,9       | 8 100             |
| Kivinebb              | 632,9       | 9 932             |
| Kronoborg             | 536,0       | 9 589             |
| Kuolemajärvi          | 367,4       | 5 454             |
| Kexholms landskommun  | 140,4       | 5 418             |
| Kexholm               | 12,5        | 3 989             |
| Lahdenpohja           | 5,3         | 1 928             |
| Lumivaara(fi)         | 292,4       | 4 844             |
| Lövskär               | 15,3        | 1 055             |
| Metsäpirtti           | 186,9       | 4 708             |
| Mola                  | 654,7       | 11 530            |
| Nykyrka               | 604,6       | 9 901             |
| Pyhäjärvi             | 546,4       | 7 754             |
| Rautus                | 339,6       | 5 989             |
| Ruskeala              | 412,9       | 6 602             |
| Räisälä               | 403,1       | 7 803             |
| Sakkola               | 349,4       | 5 993             |
| Salmis                | 1402,1      | 12 620            |
| Seitskär              | 4,2         | 682               |
| Soanlax               | 448,4       | 2 385             |
| Sordavala             | 1,4         | 4 253             |
| Sordavala landskommun | 666,8       | 20 797            |
| S:t Andree            | 486,4       | 8 696             |
| S:t Johannes          | 217,6       | 6 377             |
| Suistamo              | 1516,0      | 8 141             |
| Suojärvi              | 3474,3      | 14 672            |
| Terijoki              | 121,9       | 7 372             |
| Tytterskär            | 8,3         | 454               |
| Valkjärvi             | 399,6       | 7 820             |
| Viborg                | 100,0       | 72 680            |
| Viborgs landskommun   | 585,9       | 16 240            |
| Vuoksela(fi)          | 135,9       | 2 786             |
| Vuoksenranta(fi)      | 270,6       | 3 308             |
| Äyräpää               | 186,6       | 5 739             |

Delvis avträdda karelska kommuner:
| Kommun     | Areal i km² | Invånare 1.1.1939 |
| ---------- | ----------- | ----------------- |
| Ilomants   | 1489,3      | 12 256            |
| Jääskis    | 355,5       | 20 312            |
| Kides      | 122,0       | 11 874            |
| Korpiselkä | 1267,0      | 3 470             |
| Lappvesi   |             |                   |
| Nuijamaa   | 178,4       | 4 102             |
| Parikkala  | 199,3       | 10 186            |
| Pälkjärvi  | 199,1       | 1 953             |
| Rautjärvi  | 198,9       | 5 788             |
| Ruokolax   | 3,7         | 24 087            |
| Saari      | 29,9        | 3 738             |
| Simpele    | 28,8        | 2 538             |
| Säkkijärvi | 448,7       | 7 625             |
| Tohmajärvi |             |                   |
| Uguniemi   | 437,5       | 5 605             |
| Vahviala   | 280,0       | 5 973             |
| Veckelax   |             |                   |
| Vederlax   | 108,0       | 7 325             |
| Värtsilä   | 216,2       | 6 355             |
| Ylämaa     | 12,2        | 3 117             |

De kvarvarande delarna av Jääskis, Korpiselkä, Pälkjärvi, Säkkijärvi och Vahviala införlivades efter krigsslutet med andra finländska kommuner. Av de kvarvarande delarna av det överlåtna Karelen, det vill säga, det som blev kvar av Viborgs län, bildades Kymmene län (den del av Korpiselkä kommun som blev kvar i Finland tillfördes till Kuopio län), som å sin sida införlivades med Södra Finlands län år 1997. Sedan 2009 ingår området i landskapen Norra Karelen och Södra Karelen. På den kommunistiska, ryska sidan bildade man 1920 den Karelska arbetarnas kommun och 1923 den Karelska autonoma socialistiska sovjetrepubliken, som strax efter vinterkrigets slut döptes om till Karelsk-Finska SSR. Dess autonoma ställning återtogs år 1956 efter Stalins död 1953. När Sovjetunionen upplöstes 1991 kom Östra Karelen att delvis tillhöra Ryssland, trots att man gick på självständighetstankar. Idag kallas regionen för den Karelska republiken. 1945 avskildes hela det Karelska näset från ryska Karelen och införlivades med Leningrads län (Leningrad oblast).

## Demografi

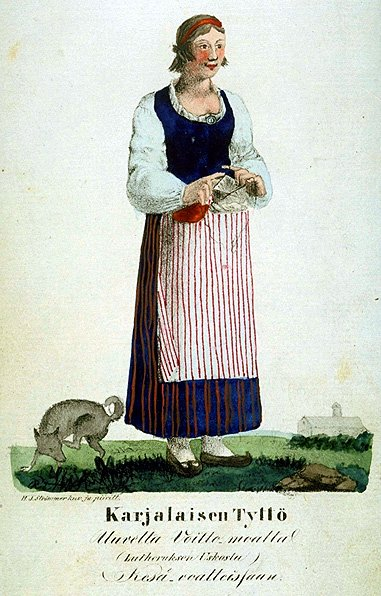
Karelsk kvinna i folkdräkt.

Karelska talas i Karelska republiken och även i karelska byar i Tverkarelen utanför Moskva. Vepsiska talas på båda sidor om floden Svir. Dialekten som talas i Södra Karelen är en sydöstlig finsk dialekt, och den som talas i Norra Karelen tillhör en stor grupp savolaxiska dialekter. Befolkningen, karelierna, som evakuerades från Finska Karelen bosatte sig i olika områden i hela Finland och idag har åtminstone en miljon av alla finländare karelska rötter. I Finland talar ungefär 5 000 personer karelska.

## Kultur
- Kalevala
- Karelsk stek
- Karelska
- Karelska piroger
- Musik från Karelen
- Kantele